# Tipula (Emodotipula) gomina
Tipula (Emodotipula) gomina is een tweevleugelige uit de familie langpootmuggen (Tipulidae). De soort komt voor in het Palearctisch gebied.